# Președintele Bulgariei

Aceasta este o listă de șefi de stat ai Bulgariei, după răsturnarea monarhiei în Bulgaria la 15 septembrie 1946:
Președinți ai Republicii Populare Bulgaria
- Vasil Kolarov, 15 septembrie 1946 - 9 decembrie 1947
- Mincho Naichev, 9 decembrie 1947 - 27 mai 1950
- Georgi Damyanov, 27 mai 1950 - 27 noiembrie 1958
  - Georgi Kulishev, interimar, 27 noiembrie 1958 - 30 noiembrie 1958
  - Nikolay Georgiev, Nikolay Georgiev
- Dimitar Ganev, 30 noiembrie 1958 - 20 aprilie 1964
  - Georgi Kulishev, interimar
  - Nikolay Georgiev , interimar, 20 aprilie 1964 - 23 aprilie 1964
- Georgi Traykov, 23 aprilie 1964 - 7 iulie 1971
- Todor Jivkov, 8 iulie 1971 - 17 noiembrie 1989
- Petar Mladenov, 17 noiembrie 1989 - 3 aprilie 1990

Președinți ai Republicii Bulgaria
- Petăr Mladenov, 3 aprilie 1990 - 6 iulie 1990
  - Stanko Todorov, interimar, 6 iulie 1990 - 17 iulie 1990
  - Nikolay Todorov , interimar, 17 iulie 1990 - 1 august 1990
- Jeliu Jelev, 1 august 1990 - 22 ianuarie 1992

Președinți aleși direct de către popor prin vot
- Jeliu Jelev, 22 ianuarie 1992 - 22 ianuarie 1997
- Petăr Stoianov, 22 ianuarie 1997 - 22 ianuarie 2002
- Gheorghi Părvanov, 22 ianuarie 2002 - 22 ianuarie 2012
- Rosen Plevneliev, 22 ianuarie 2012 - 22 ianuarie 2017
- Rumen Radev, din 22 ianuarie 2017